# Lyra Network
Lyra est une entreprise française de prestations de paiement sécurisé pour le commerce en ligne et en magasin.

## Histoire

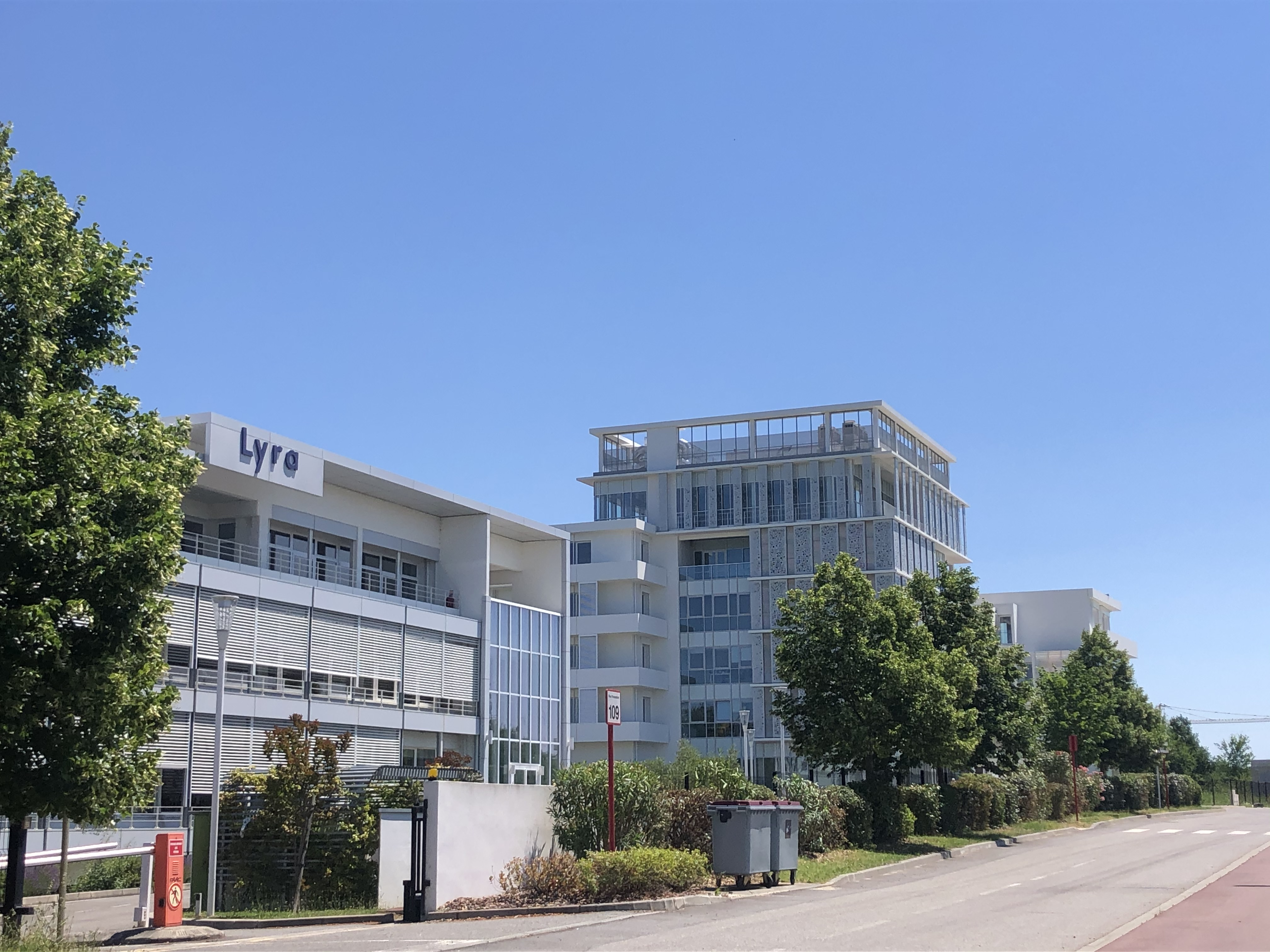
Le siège de Lyra à Labège à côté de Toulouse.

L'entreprise Lyra est fondée par Alain Lacour et André Malbert en janvier 2001 à Toulouse, avec pour activité initiale la sécurisation des terminaux de paiement, puis le développement de prestations de paiement pour le commerce en ligne à partir de 2010. 
En 2020, la société emploie 350 salariés. La plupart du personnel travaille au siège à Labège à côté de Toulouse. Le reste est basé à l'international au sein de dix filiales. Son chiffre d'affaires est estimé à 70M€. La même année, elle intègre l’Accélérateur International de Bpifrance et Business France.

## Activité
Prestataire de services de paiement (PSP), Lyra est spécialisé dans la sécurisation et la gestion des transactions monétiques chez les commerçants. La société permet à ses utilisateurs d'accepter des paiements en ligne par différents moyens de paiement (cartes bancaires, wallet, cartes cadeaux, etc...) locaux ou internationaux et via l’application de messagerie instantanée WhatsApp. Elle sécurise et achemine des flux provenant de terminaux de paiement électronique (TPE) pour les différents types de connexions (IP, GPRS/ 3G/ 4G, RTC, X25…).

## Produits et services
Lyra sécurise les paiements en e-commerce et en proximité.

## Certifications
Depuis 2009, Lyra est certifié PCI DSS, norme de sécurité de l'industrie des cartes de paiement visant à réduire la fraude en ligne. 
La société est reconnue établissement de paiement européen par l'ACPR (Autorité de Contrôle Prudentiel et de Résolution) en juin 2017 et obtient l'extension de son agrément pour ses services de paiement PISP (initiation de paiement) et AISP (information sur les comptes) en 2020[source insuffisante].
En mars 2019, Lyra obtient la certification 3D Secure 2 de la part de EMVCo dans le cadre de la DSP2 (Directive européenne sur les services de paiement).